# Premio Alcalde del Mundo
El premio Alcalde del Mundo (en inglés World Mayor) es un premio bienal organizado por la Fundación Alcaldes de Ciudad (The City Mayors Foundation) desde el año 2004.
Su pretensión es elevar el perfil de los alcaldes en el mundo, así como honrar aquellos quienes han servido bien a sus comunidades y a quienes han contribuido al bienestar de las ciudades, nacional e internacionalmente. Los organizadores intentan que este premio no tenga conexión con ninguna ciudad u organización y se mantenga en una línea estrictamente no comercial.

## Ganadores del Premio Alcalde del Mundo
| Año  | Nombre                        | Alcalde de       | Referencia |
| ---- | ----------------------------- | ---------------- | ---------- |
| 2004 | Edi Rama                      | Tirana           | [ 1 ]      |
| 2005 | Dora Bakoyannis               | Atenas           | [ 2 ]      |
| 2006 | John So                       | Melbourne        | [ 3 ]      |
| 2008 | Helen Zille                   | Ciudad del Cabo  | [ 4 ]      |
| 2010 | Marcelo Ebrard                | Ciudad de México | [ 5 ]      |
| 2012 | Iñaki Azkuna                  | Bilbao           | [ 6 ]      |
| 2014 | Naheed Nenshi                 | Calgary          | [ 7 ]      |
| 2016 | Bart Somers                   | Malinas          | [ 8 ]      |
| 2018 | Valeria Mancinelli            | Ancona           | [ 9 ]      |
| 2021 | Ahmed Aboutaleb, Philippe Rio | Róterdam, Grigny | [ 10 ]     |
| 2023 | Elke Kahr                     | Graz             | [ 11 ]     |